# Nicolas Pougeard
Nicolas Firmin Pougeard est un homme politique français né le 23 octobre 1802 à Confolens (Charente) et mort le 20 septembre 1866 à Confolens.

## Biographie
Clerc d'avoué à Paris en 1822, il devient avocat à Confolens en 1835 et bâtonnier en 1843. Il est député de la Charente de 1848 à 1851, siégeant à gauche, avec les républicains de la tendance du National.

## Sources
- « Nicolas Pougeard », dans Adolphe Robert et Gaston Cougny, Dictionnaire des parlementaires français, Edgar Bourloton, 1889-1891 [détail de l’édition]